# ۵۳۵ (قمری)
۵۳۵ (قمری)، پانصد و سی و پنجمین سال در گاهشماری هجری قمری است. اول محرم این سال برابر با بیست و چهارم اوت سال ۱۱۴۰ میلادی است.